# Denkmalgeschützte Objekte im Bezirk Dornbirn
Im Bezirk Dornbirn bestehen 220 denkmalgeschützte Objekte. Die unten angeführte Liste führt zu den Gemeindelisten und gibt die Anzahl der Objekte an.
| Gemeindeliste | Objektanzahl |
| ------------- | ------------ |
| Dornbirn      | 100          |
| Hohenems      | 102          |
| Lustenau      | 18           |